# USEN
株式会社USEN（ユウセン、USEN CORPORATION）は、主に業務店向けの「IoT プラットフォーム事業」「音楽配信事業」「エネルギー事業」「店舗開業支援事業」などを行う企業。
現在の法人は2017年6月16日に設立された2代目で、USEN-NEXT HOLDINGSの子会社であるが、本項目では事業会社としての前身であり、USEN-NEXT HOLDINGSに吸収合併された「（初代）株式会社USEN」（1964年9月7日設立）についても記す。

## 概要
初代法人の旧社名「大阪有線放送社」「有線ブロードネットワークス」が示すとおり、元来は同軸ケーブルによる有線ラジオ放送（ケーブルラジオ）「USEN440」を中心に手がけており、有線放送業界1位である。440とは一般用チューナーで受信可能なチャンネル数を表すが、未使用チャンネルもあり、ステレオ放送は2チャンネル分消費するため番組数は440より少ない。業務用途ではリース用としてさらに多くのチャンネルが存在する。同軸ケーブルを使わずに通信衛星を用いた衛星一般放送（衛星ラジオ）「SOUND PLANET」、「music AirBee!」も事業する。
創業者・宇野元忠の子息で、人材派遣会社インテリジェンスの創業者の一人であった宇野康秀が代表取締役社長に就任後、2000年代にM&Aや業務提携により多くの事業を展開し、エイベックスやBMBの筆頭株主であったが、程なく第三者に売却し、現在は祖業の音楽配信事業を中心に手がけている。
親会社（持株会社）の U-NEXT HOLDINGS（旧・USEN-NEXT HOLDINGS←U-NEXT）は元来USENの子会社であったが、事業再編時に子会社の U-NEXT が親会社の USEN を吸収合併した。

## 沿革

### 旧法人（大阪有線放送社→有線ブロードネットワークス→USEN）
- 1961年（昭和36年）6月1日 - 宇野元忠が大阪府大阪市において、個人事業として創業。
- 1964年（昭和39年）9月7日 - 株式会社大阪有線放送社設立。
- 1998年（平成10年）7月 - 宇野康秀が代表取締役社長に就任。
- 2000年（平成12年）
  - 4月1日 - 商号を株式会社有線ブロードネットワークスに変更。
  - 10月31日 - 日光堂（後のBMB、現・エクシング）と資本・業務提携を実施。2000万株の第三者割当増資により筆頭株主となる。
- 2001年（平成13年）
  - 3月1日 - 商用として世界初の個人向け光ファイバ・ブロードバンドサービス「BROAD-GATE01」を、東京都世田谷区と渋谷区の一部地域で開始。
  - 4月25日 - 大阪証券取引所ナスダック・ジャパン市場に上場。
- 2002年（平成14年）
  - 2月4日 - 法人向け光ファイバ・ブロードバンドサービス「BROAD-GATE02」を開始。
  - 12月30日 - 子会社ユーズモバイルの保有全株式をサミーへ譲渡[7]。
- 2003年（平成15年）1月1日 - CSKネットワークシステムズよりISP事業「Highway Internet」「Shes.net」の移管を受ける。
- 2004年（平成16年）
  - 9月28日 - エイベックス株式会社の株を22.38パーセント (%) 取得し、筆頭株主となり、業務提携も行った[8]。
  - 11月16日 - ギャガ・コミュニケーションズの第三者割当増資を引受け、新株予約権を取得して子会社とする。
- 2005年（平成17年）
  - 3月1日 - 商号を株式会社USENに変更。ロゴマークも「Usen」から「USEN」となる。
  - 4月1日 - 「完全無料パソコンテレビGyaO（ギャオ）」を開始。
- 2006年（平成18年）
  - 1月16日 - 株価が最高値である3600円をつける。しかし、半年後の7月26日に943円まで下がる。
  - 3月16日 - フジテレビが所有するライブドア株を宇野康秀社長個人が95億円で全株買い上げ、ライブドアと業務提携を結ぶ。
  - 7月14日 - 株式会社ギャガ・コミュニケーションズの過年度決算訂正にともない、監理ポスト[9]に入る。
  - 7月27日 - 宇野康秀ほかからインテリジェンス株式を取得して持株比率が40%になる。取得のための借入金返済資金調達目的で、8月8日に宇野康秀に第三者割当増資する。
  - 8月28日 - エイベックス・グループ・ホールディングス株式会社の株を全株売却[10]、業務提携のみ継続される。
  - 9月15日 - インテリジェンスを持分法適用関連会社から連結子会社に変更（みなし取得日7月1日）。
  - 9月25日 - ギャガ・コミュニケーションズから子会社ギャガ・クロスメディア・マーケティングの保有全株式を譲受。
  - 10月17日 - 株式交換によりギャガ・コミュニケーションズを完全子会社化。
- 2007年（平成19年）
  - 5月9日 - 子会社ギャガ・クロスメディア・マーケティングの保有全株式をカピトリーノに売却する。MBOによる独立で、2007年〈平成19年〉9月にフットノートへ社名変更する。
  - 6月1日 - セットトップボックス (STB) を使用したビデオ・オン・デマンド (VOD) サービス「GyaO NEXT（ギャオネクスト）」を開始。
  - 8月30日 - 連結子会社のUCOM株式の一部を譲渡し、持分法適用関連会社に異動。
  - 9月21日 - TOBと株式交換によりBMBを完全子会社化。
  - 10月1日 - 持分法適用関連会社のUCOMが連結子会社のメディアを吸収合併。
  - 11月30日 - 「Shes.net」サービス終了。
- 2008年（平成20年）
  - 9月30日 - 株式交換によりインテリジェンスを完全子会社化。
  - 10月22日 - 100％子会社である株式会社GyaOを設立。
- 2009年（平成21年）
  - 4月1日 - GyaO事業本部を廃止し、株式会社GyaOにGyaO事業を移管。
  - 4月1日 - 株式会社UCXを設立。業務内容としては、PCおよび携帯電話向け音楽配信事業やCS放送事業、雑誌出版事業などを手掛けることになっている。
  - 4月30日 - Yahoo! JAPAN保有のYahoo!動画と、株式会社GyaOの親会社であるUSEN保有の完全無料パソコンテレビGyaOの合弁化に伴う株式売却によって株式会社GyaOは、ヤフーの連結子会社化された。
  - 7月22日 - マネジメント・バイアウトによりギャガ・コミュニケーションズの発行済み全株式を依田巽のプライベートカンパニーティー ワイ リミテッドおよび木下工務店グループのキノシタ・マネージメントへ譲渡。
  - 12月1日 - 「GyaO NEXT（ギャオネクスト）」のブランド名称を「U-NEXT（ユーネクスト）」へ変更。
- 2010年（平成22年）
  - 1月20日 - ブラザー工業グループのエクシングへBMBの発行済み全株式と230億円の債務を1円で譲渡。
  - 2月1日 - ソネットエンタテインメントへISP事業を譲渡。
  - 2月26日 - 名古屋テレビネクストへCS放送『シーエスGyaO』の事業を譲渡。
  - 4月7日 - 持分法適用関連会社である株式会社UCOMの全株式譲渡を発表する。売却先はユニゾン・キャピタルを中心とした投資ファンド会社による企業連合。
  - 7月29日 - 連結子会社である株式会社インテリジェンスの全株式を譲渡する。売却先はKohlberg Kravis Roberts & Co. L.P.の関連者である投資ファンドが全株式を保有する株式会社メティス。
  - 9月1日 - PCおよび携帯電話向け音楽配信事業のOnGen（旧モバイルGyaO）などを豊通エレクトロニクスに譲渡。
  - 10月12日 - 経営悪化に従う賃料削減のため、本社を港区赤坂の東京ミッドタウンにあるミッドタウン・タワーから港区北青山の青山セントシオンビルへ移転[11]。
  - 12月22日 - U-NEXT事業及び個人向け光回線の販売事業等を会社分割により株式会社U-NEXTへ継承。同社全株式を宇野康秀に譲渡[12]。
- 2011年（平成23年）
  - 6月30日 - 「放送法等の一部を改正する法律」（平成22年12月3日法律第65号）の施行に伴い、USENは「有線ラジオ放送事業者」から「一般放送事業者」に移行（「有線ラジオ放送業務の運用の規正に関する法律」は廃止）[13]。
  - 7月31日 - 株式会社USENモバイルの全株式を株式会社光通信に譲渡。
- 2013年（平成25年）
  - 12月3日 - 音楽ストリーミング配信サービスとして「スマホでUSEN」を開始。
- 2016年（平成27年）
  - 8月15日 - 光通信がその他の関係会社となる。
- 2017年（平成29年）
  - 4月4日 - U-NEXTの完全子会社である株式会社U-NEXT SPC1が株式公開買付けの結果、議決権所有割合ベースで52.33%の株式を取得。U-NEXTとともに親会社となり、光通信はその他の関係会社でなくなる[14]。
  - 6月16日 - 分割準備会社として株式会社USEN分割準備会社、株式会社USEN ICT Solutions、株式会社USEN Mediaを設立。
  - 8月10日 - ジャスダック上場廃止[15][16]。
  - 8月16日 - 株式併合により、株式会社U-NEXT SPC1及び宇野康秀のみが株主となる[15][16]。同年12月1日にU-NEXTがUSENを吸収合併し持株会社「USEN-NEXT HOLDINGS」になると共に、U-NEXTとUSENそれぞれから事業分割を実施するグループ再編を予定[17][18][15]する。
  - 12月1日 - 株式会社USEN-NEXT HOLDINGSに合併し解散。U-NEXT、USENと経営統合で「USEN-NEXT GROUP」体制へ移行を完了[19]する。

### 現法人
- 2017年（平成29年）
  - 6月16日 - 株式会社USEN分割準備会社を設立。
  - 12月1日 - 株式会社USENに商号変更[注 1]。
- 2018年（平成30年）
  - 2月1日 - iPadを利用したPOSレジアプリ第4弾 小売店に必要な機能を備えた「Uレジ for Store」を発売し、飲食店・美容サロン・整体院・小売店の4業態に特化したサービスが完成する。
  - 2月16日 - 損害保険事業に参入。「お店のあんしん保険」販売開始
  - 6月28日 - 店内放送／館内アナウンス等の音声を即時データ化し多言語で表示する「USENおもてなしキャスト」リリース。
  - 10月1日 - 「USEN GAS」販売開始
  - 10月30日 - セルフオーダーシステム「U-Order」販売開始。
- 2019年（平成31年）
  - 2月6日 - POSレジアプリ「Airレジ for USEN」、オーダーエントリーシステム「Airレジ ハンディ for USEN」リリース。
  - 2月21日 - 国立大学法人東京藝術大学との共同研究を基に『帰宅を促す音楽』を制作、オフィス向けBGM「Sound Design for OFFICE」で提供開始
- 2019年（令和元年）
  - 6月3日 - 公衆無線LANアクセスサービス「U-SPOT」の提供開始
- 2020年（令和2年）
  - 4月1日 - 2020年4月の改正民法施行に伴い、事業用家賃債務保証の提供を開始。全国の不動産会社と提携し、テナントの新規出店を後押し

## 会社の状況
2016年（平成28年）8月31日現在

### 重要な子会社の状況
| 会社名                     | 資本金 （百万円） | 出資 比率 （%） | 事業内容                                                                   |
| -------------------------- | ----------------- | --------------- | -------------------------------------------------------------------------- |
| 株式会社ユーズミュージック | 10                | 100.0           | CD、テープ、ビデオの原盤製作、音楽著作権の管理・開発事業                   |
| 株式会社アルメックス       | 2,360             | 100.0           | ホテル・病院・ゴルフ場向けの機器製造・販売事業                             |
| 株式会社USENテクノサービス | 30                | 100.0           | 電気工事、電気通信工事、放送／通信機器の保守、広告代理店業、その他周辺事業 |

### 企業集団の使用人状況
| 事業セグメント | 使用人数 | 臨時使用人の年間 平均雇用人員 |
| -------------- | -------- | ----------------------------- |
| 音楽配信       | 2,053    | 160                           |
| 業務用システム |          | 4                             |
| ICT            |          | 3                             |
| その他         |          | 39                            |
| 全社（共通）   |          |                               |

### 企業単体の使用人
| 使用人数     | 平均年齢（歳） | 平均勤続年数（年） | 平均年間給与（千円） |
| ------------ | -------------- | ------------------ | -------------------- |
| 2,660（517） | 39.4           | 12.8               | 4,919                |

- 使用人数欄の(外書)は、臨時使用人の年間平均雇用人員

## 諸問題

### ケーブル敷設に伴う問題
創業者で現USEN会長の宇野康秀の父・宇野元忠は、大阪有線通信社 (USEN) の事業拡大において、電柱の無断使用を行ったことで知られる。本来、電柱およびこれに添架される電線は空間としての道路を占有しているため、道路法に基づいて道路管理者に対して所定の手続きを踏む必要があるほか、電柱所有者に対しても利用許可の申請が必要になるが、無許可であっても一旦設置してしまえば撤去するには膨大な費用がかかるため行政も簡単には撤去できない隙間を突いたやり方で勢力を拡大。その一方で堂々と放送に関する免許を行政へ申請する厚顔ぶりから政府の怒りを買うが、現実問題として解決するには宇野側の同意が必要な点や大阪がやるならと無法な工事が全国で発生する有様に「大阪有線」は1970年代の歴代内閣の申し送り事項となった。有線ラジオ放送を契約してから利用者まで線を引くのに、迅速な工事をモットーとしたため、法令上の許可等をとらない工事も目立ち、酷い場合には、電線を切断して自社のケーブル架設を優先させることもした。1977年（昭和52年）4月27日の衆議院逓信委員会でも久保等理事（社会党）が「ハエを追い払って一時そのあたりにハエがいなくなったと思ったら、またハエがたかってくるといった、ゲリラ的と申しますか、まことにどうも言語道断な現状にあります」と語るほどの状況であった。このことから、当時の郵政省もたまらずに告発、1985年（昭和60年）8月20日に有線ラジオ法違反で宇野社長他幹部が逮捕されている。この時点での不法占有した道路は総延長2万4000キロ、無断使用の電柱は240万本、一年当たりで計算して道路は五億円、電柱は十五億円が未払いとなっていた。1994年（平成6年）に同社は関係正常化宣言を行い、新規に敷設するケーブルの電柱使用に際し、事前に許可を取る方針に転換するが、以後も過去に敷設したケーブルの電柱使用料の支払い等を巡り問題は継続することになる。
当時は在京のFM局等を地方で聴くことが出来るラジオ放送の「無断区域外再放送」も大きな問題となっていたが、著作権法改正やラジオ局のインターネット配信の影響もあり、1999年（平成11年）12月に番組改編が行われ通常の聴収地域外での再送信は中止された。
その後、宇野康秀が社長に就任してからは、非合法状態のままでは電気通信事業者としての認可を得られないなどの問題から、本格的に事態の収拾が図られ、2000年（平成12年）4月に電力会社・NTT等との間で過去に遡った清算が完了し郵政省（当時）に有線放送ラジオ事業者としての届出を受理されるに至っている。現在では電柱使用料負担の削減のため、商業地域外ではケーブルを撤去しSOUND PLANETへ切り替えるケースが増えている。

### 顧客勧誘問題
2004年（平成16年）に有線放送業界2位のキャンシステムの顧客に対し、「キャンシステムはつぶれます」と言った上で加入料や聴取料の大幅割引をして顧客を誘引し、キャンシステムのシェアを奪って買収を目論んでいたことから、公正取引委員会は東京高等裁判所に私的独占の禁止及び公正取引の確保に関する法律（独占禁止法）の規定に基づく、緊急停止命令を申し立てた上で有線ブロードネットワークスに対して排除勧告を行った。その後、USENはキャンシステムに対し、有線ラジオ放送業務の運用の規正に関する法律等に反した違法な営業により損害を被ったとして損害賠償請求を行い、キャンシステム側は反訴で応じた。この件で2008年（平成20年）12月10日東京地裁は、キャンシステムの反訴請求を一部認容してUSENの本訴請求を全部棄却、USENに対して20億円の支払いを命ずる判決を下した。その理由は「競争を実質的に制限し、独占禁止法に違反した」としている。
2007年（平成19年）12月21日にUSENから委託を受けた業者「SOUND PLANET」が、実際には2等くじのみの抽選箱からくじを引かせ（二人以上の客の場合、一人だけに2等くじを引かせ、他の人にはずれくじのみの抽選箱を引かせる）、運良く2等に当選したと思い込んだ客に特別な割引をしているように見せかけ契約させる手法（当選商法）が悪質な契約約款違反にあたるとして、総務省から文書による警告の行政指導を受けた。この件に関して、USENは委託業者の営業行為には紛らわしいものがあった点は認めているが、抽選箱の中身は2等ばかりではなかったと主張している。総務省の指導に対しては、加入金を無料とする内容の契約約款変更や、代理店が開催する催事会場への巡回強化などの再発防止措置を総務省に報告している。

### 労働環境に関する問題
企業・キャリア情報サイト「キャリコネ」を運営する「グローバルウェイ」が2010年9月21日に発表した「愛社されている企業、愛社されていない企業 主要133社ランキング」において、「愛社されていない企業」部門でワースト1位となった。その理由として、長時間労働を求められる職場環境（どの部署も帰りは終電、場合によっては休日出勤も強制、など）に対して、満額支払われない残業手当（一定時間からの超過分は対象とならない）など、過酷な労働条件への不満が見られた。

## USENが主催する音楽番組
- ベストヒット歌謡祭（2011年度[29]までは部門賞を決めたコンクールだった）
以下前身
  - オールジャパンリクエストアワード
  - 全日本有線放送大賞

## USEN HIT

### 年間USEN HITランキング第1位
1977年から2001年は「総合」部門、2002年以降は「J-POP」部門の年間1位。
| 年度   | 楽曲名                    | アーティスト名                          |
| ------ | ------------------------- | --------------------------------------- |
| 1977年 | 昔の名前で出ています      | 小林旭                                  |
| 1978年 | そんな女のひとりごと      | 増位山太志郎                            |
| 1979年 | 夢追い酒                  | 渥美二郎                                |
| 1980年 | ダンシング・オールナイト  | もんた&ブラザーズ                       |
| 1981年 | 奥飛騨慕情                | 竜鉄也                                  |
| 1982年 | 3年目の浮気               | ヒロシ&キーボー                         |
| 1983年 | 浪花恋しぐれ              | 都はるみ・岡千秋                        |
| 1984年 | つぐない                  | テレサ・テン                            |
| 1985年 | 愛人                      | テレサ・テン                            |
| 1986年 | 時の流れに身をまかせ      | テレサ・テン                            |
| 1987年 | 命くれない                | 瀬川瑛子                                |
| 1988年 | 抱きしめてTONIGHT         | 田原俊彦                                |
| 1989年 | シングル・アゲイン        | 竹内まりや                              |
| 1990年 | 恋唄綴り                  | 堀内孝雄                                |
| 1991年 | ラブ・ストーリーは突然に  | 小田和正                                |
| 1992年 | 離したくはない            | T-BOLAN                                 |
| 1993年 | 心凍らせて                | 高山厳                                  |
| 1994年 | innocent world            | Mr.Children                             |
| 1995年 | 捨てられて                | 長山洋子                                |
| 1996年 | LA・LA・LA LOVE SONG      | 久保田利伸withナオミ・キャンベル        |
| 1997年 | HOWEVER                   | GLAY                                    |
| 1998年 | 二輪草                    | 川中美幸                                |
| 1999年 | Automatic                 | 宇多田ヒカル                            |
| 2000年 | TSUNAMI                   | サザンオールスターズ                    |
| 2001年 | 大井追っかけ音次郎        | 氷川きよし                              |
| 2002年 | Way of Difference         | GLAY                                    |
| 2003年 | 世界に一つだけの花        | SMAP                                    |
| 2004年 | 最初から今まで            | Ryu                                     |
| 2005年 | さくら                    | ケツメイシ                              |
| 2006年 | マタアイマショウ          | SEAMO                                   |
| 2007年 | 奇跡を望むなら...         | JUJU                                    |
| 2008年 | キセキ                    | GReeeeN                                 |
| 2009年 | sad to say                | JASMINE                                 |
| 2010年 | 一番綺麗な私を            | 中島美嘉                                |
| 2011年 | また明日...               | JUJU                                    |
| 2012年 | ビリーヴ                  | シェネル                                |
| 2013年 | Girl                      | 秦基博                                  |
| 2014年 | Let It Go～ありのままで～ | 松たか子                                |
| 2015年 | R.Y.U.S.E.I.              | 三代目 J Soul Brothers from EXILE TRIBE |
| 2016年 | 花束を君に                | 宇多田ヒカル                            |
| 2017年 | 恋                        | 星野源                                  |
| 2018年 | U.S.A                     | DA PUMP                                 |
| 2019年 | マリーゴールド            | あいみょん                              |
| 2020年 | 裸の心                    | あいみょん                              |
| 2021年 | 勿忘                      | Awesome City Club                       |
| 2022年 | ミックスナッツ            | Official髭男dism                        |
| 2023年 | 第ゼロ感                  | 10-FEET                                 |
| 2024年 | 幾億光年                  | Omoinotake                              |